# ムオン族
ムオン族（ムオンぞく、ベトナム語：Người Mường / 𠊛𡙧）はベトナムに住む少数民族である。人口は100万人ほど、ベトナムの少数民族の中で3番目に多い。ベトナム北部の山岳地帯、特にホアビン省とタンホア省に多く住んでいる。
民族・言語的にはキン族（ベトナム族）と最も近いとされている。ムオン語はベトナム語とともにベト・ムオン語群としてまとめられる。同系のキン族が平野部に住み、中国文化の影響を非常に強く受けた（紀元前111年の漢による侵攻以後）のに対し、ムオン族は山岳部で固有の文化を発展させたといわれている。タイ族との相互影響も大きく、文化的にはタイ族に近い点も多い。
かつては封建制的社会を形成しており、ムオンとはその社会的共同体（国）を意味する。